# Aconitum assamicum
Aconitum assamicum Lauener  är en ranunkelväxt som beskrevs av Lucien André (Andrew) Lauener.
Aconitum assamicum ingår i släktet stormhattar, och familjen ranunkelväxter.
Inga underarter finns listade i Catalogue of Life.